# Titlis
Le Titlis, qui culmine à 3 238 mètres, est un sommet de la Suisse centrale, dans les Alpes uranaises. Il fait partie du domaine skiable du même nom. Le sommet, très accessible, constitue de nos jours une attraction touristique, offrant un panorama sur les Alpes bernoises, le plateau et la région du lac des Quatre-Cantons.

## Géographie
Le Titlis domine le village d'Engelberg et le Jochpass, col situé à 2 222 mètres d'altitude.
Il forme une longue arête calcaire d'orientation est-ouest.

## Histoire
Le Titlis est probablement gravi pour la première fois vers 1740 par Ignatius Hess et Josef Eugen Wasser, moines du couvent d'Engelberg. Il serait le deuxième sommet de plus de 3 000 mètres à avoir été gravi dans les Alpes après le Rochemelon. 
La première hivernale est réalisée en 1866 par le professeur Picard et Melchior Anderegg.

## Accès
Un téléphérique à cabine tournante relie la station d'Engelberg au sommet via quatre étapes principales :
- Gerschnialp ;
- Trübsee ;
- Stand ;
- Kleintitlis (terminus à 3 020 mètres).